# 杜小刚
杜小刚（1976年6月—），男，汉族，江苏常州人，南京大学国际金融专业毕业，大学学历，工商管理硕士；中华人民共和国政治人物、中国共产党党员、中共二十大代表。现任中共无锡市委书记、市人大常委会主任。

## 生平

#### 初入政坛
1995年，杜小刚进入南京大学国际金融专业学习，并在大学期间加入中国共产党。
1999年，23岁的杜小刚从南京大学毕业后，考取了江苏省的选调生，在南京市鼓楼区宁海路街道工作，期间进入江苏省委党校选调生培训班学习。
2000年5月，升任宁海路街道团工委副书记。
2001年8月，被借调到共青团中央志愿者行动指导中心帮助工作，于次年2月返回南京。
2003年2月，任南京市鼓楼区团委书记，时年27岁的他当上了副省级城市区直单位的一把手，被明确为正处级（区管）。同年3月，参加南京大学与荷兰马斯特里赫特管理学院的工商管理在职研究生项目。

#### 苏州时期
2004年1月，杜小刚离开南京，调任苏州团市委副书记。两年后，升任苏州团市委书记。
2011年6月，离开共青团系统，任苏州市沧浪区委副书记、代区长、区长。
2012年12月，任姑苏区委副书记、副区长、苏州国家历史文化名城保护区党工委副书记、管委会常务副主任。
2013年7月，任苏州市下辖的县级太仓市委副书记、代市长、市长、并兼任太仓港经济技术开发区管委会这个副厅级单位的主任。
2014年12月，昆山市因中荣金属制品有限公司“8·2”特别重大铝粉尘爆炸事故，时任昆山市委书记、昆山市长均被免职。随即，杜小刚赴任昆山任市委副书记，时任苏州副市长徐惠民兼任昆山市委书记。在次年年初，杜小刚先后任代市长、市长、昆山经济技术开发区管委会主任（副厅级）。
任昆山市市长期间，杜小刚重视高新产业集群建设。2017年9月，在时任江苏省委书记、后任国务院总理李强的见证下，杜小刚代表昆山市人民政府与中科曙光签约，要在昆山高新区共建国家级产业创新中心和中科院安全可控信息技术产业化基地，打造千亿级的安全可控国家信息技术产业集群，助推昆山成为中国乃至全球重要的集成电路和半导体产业基地。
2018年2月24日，当选为第十三届全国人大代表。同月，杜小刚升任昆山市委书记，并保留市长职务；2018年8月，昆山新市长到任，在此之前，杜小刚同时担任市委书记和市长两个职务长达5个月。

#### 主政无锡
2019年12月，杜小刚离开了工作近15年的苏州，任中共无锡市委副书记，提名为无锡市长候选人、代市长。次年1月，43岁的杜小刚转正为市长，成为了江苏省13个地级市中最年轻的市长，也与同年出生的江西省上饶市长陈云、1977年出生的甘肃省酒泉市长，42岁的王立奇，一起进入中国最年轻的地级市市长行列。
2021年7月20日，时任中共无锡市委书记黄钦任满退休，杜小刚升任无锡市委书记。次年3月，兼任无锡市人大常委会主任。
杜小刚在无锡主政期间，注重高端产业集群发展，提出构建以四个地标产业集群、六个优势产业集群和五个未来产业为支撑的“465”现代产业体系，持续发展物联网、集成电路、生物医药、软件与信息技术服务等高新领域。
2022年6月，当选为中共二十大代表，于同年10月赴北京参会。

## 轶事
2017年3月，杜小刚在北京参加中央党校培训，部下管凤良偶然获悉中科曙光将进行重大产业布局，即刻通知杜小刚。杜小刚听闻后立即赶赴曙光公司拜访高管。后来，杜小刚带领工作团队与曙光公司进行密切沟通，十余次赴京进行商洽。7月，当得知中科曙光在安全可控信息技术领域取得重大突破后，杜小刚随即赶赴北京，把未曾谋面的公司总裁历军“堵在办公室”，双方畅谈一个多小时后，就以膝盖做桌子草签了合作协议。历军说，这么快就敲定合作意向，这在中科曙光的历史上还是第一次。
2017年8月，时任昆山市市长的杜小刚亲自披挂上阵，以“足球爱好者”的身份，与来昆山实习的台湾大学生踢了一场足球友谊赛。有台湾大学生表示，“杜小刚市长不仅年轻球技还很好”。
2023年1月，时任无锡市委书记、市人大常委会主任的杜小刚，在无锡市人代会上表示，要“像尊重科学家一样尊重企业家，像尊重教育家一样尊重实业家，为所有市场主体提供‘如鱼得水’的最佳营商环境”。